# Афанасьєвка (Бєлгородська область)
Афанасьєвка (рос. Афанасьевка) — село в Алексєєвському районі Бєлгородської області Російської Федерації.
Населення становить 1156  осіб. Входить до складу муніципального утворення Алексєєвський міський округ.

## Історія
Населений пункт розташований у східній частині української суцільної етнічної території — східній Слобожанщині.
Згідно із законом від 20 грудня 2004 року № 159 від 1 січня 2006 року до 18 квітня 2018 року органом місцевого самоврядування було Афанасьєвське сільське поселення.

## Населення
| 2002 | 2010  | 2012  | 2013  | 2014  | 2015  | 2016  |
| ---- | ----- | ----- | ----- | ----- | ----- | ----- |
| 1241 | ↗1265 | ↘1246 | ↘1211 | ↘1189 | ↘1166 | ↘1156 |